# Lab (rivier)
De Lab (Albanees: Llap, bepaalde vorm Llapi; Servisch: Лаб, Lab) is een rivier in het oosten van Kosovo en het zuiden van Servië. Het is een zijrivier van de Sitnica. De belangrijkste stad aan de rivier is Podujevo.